# Otgonbayar Ershuu
Otgonbayar Ershuu (n. 18 ianuarie 1981, Ulaanbaatar) este un pictor mongol, cunoscut sub numele de scenă OTGO.

## Biografie
Marele său talent pentru desen și pictură a fost descoperit devreme și la aproape 15 ani organizează prima sa expoziție personală. În 1998-2001 OTGO a studiat pictura tradițională mongolă în Ulaanbaatar. După absolvire, a participat în calitate de pictor și restaurator la câteva vizite de studiu la situri istorice din Mongolia. A studiat diverse tehnici în temple buddhist-lamaiste, iconografia picturii în miniatură, precum și baza spirituală a acestora.
Începând cu 2005 trăiește și activează în Berlin. În anii 2007-2010 a studiat la Universitatea de Artă din Berlin. Începând cu 2001 expune în diverse țări. O serie mare de lucrări create de OTGO se numește Thangka, acestea sunt lucrări de pictură în miniatură a căror conținut se referă la zeitățile din șamanism, budism și tengriism. Autorul le aplică direct pe o pânză special pregătită fără a face preventiv o schiță. Pregătirea pânzei constă în aplicarea unui amestec de negru de fum, cretă și vodcă din lapte sau brandy. Se adaugă pigmenți din minerale obținute din plante. Amestecul se întărește cu clei din piele de iac și se aplică pe ambele părți ale pânzei.
Tehnica specială inventată de OTGO și starea de maximă concentrare a avut drept rezultat crearea a 600 de lucrări Thangka . Principiul de bază al credinței mongole este de a atinge ”unitatea” depășind toate fenomenele lumii reale.
Cea de-a doua serie de lucrări cuprinde aproximativ 600 de pagini de ilustrații  de tipul benzilor desenate care prezintă ”Istoria secretă a mongolilor”, care  a fost scrisă cu 800 de ani în urmă. Aceasta este cea mai veche și mai importantă lucrare literară despre mongoli, mit, epos și istorie în același timp. Prin ilustrațiile sale miniaturale, OTGO a vrut ca această lucrare importantă să fie mai ușor citită de către reprezentanți de diferite vârste ai culturii sale.
Cea de-a treia serie a celor mai recente lucrări începe cu tabloul de mari dimensiuni ”HUN” (2010-2012).  Seria ar putea fi întitulată ”Picturi din paradis”. ”HUN” este o lucrare în care apar 12 000 de figuri umane și de animale îmbinate între ele și reprezentate ca un microcosmos vibrant, ca o panoramă condensată. Figurile umane și animalele, desenate ca niște miniaturi, elemente individuale, se contopesc în pictură într-o compoziție unică colorată ce sugerează mișcare și care seamănă cu imaginea în oglindă a armoniei din cultura mongolă. Prin limbajul expresiv plastic, picturile lui OTGO evocă în mod evident imaginea omului și naturii în unison într-o lume parțial neafectată de civilizație.

## Galerie imagini

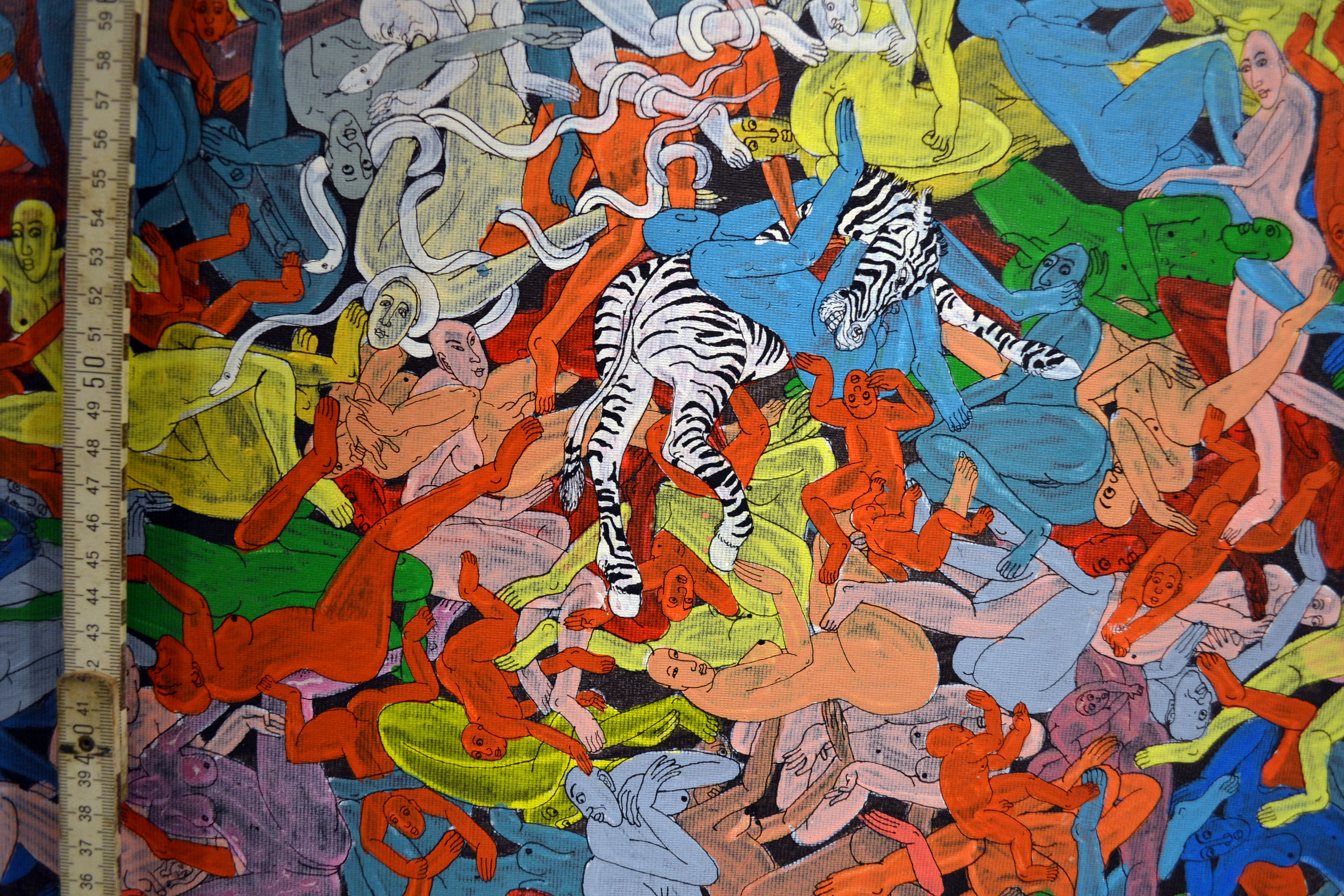
A detail
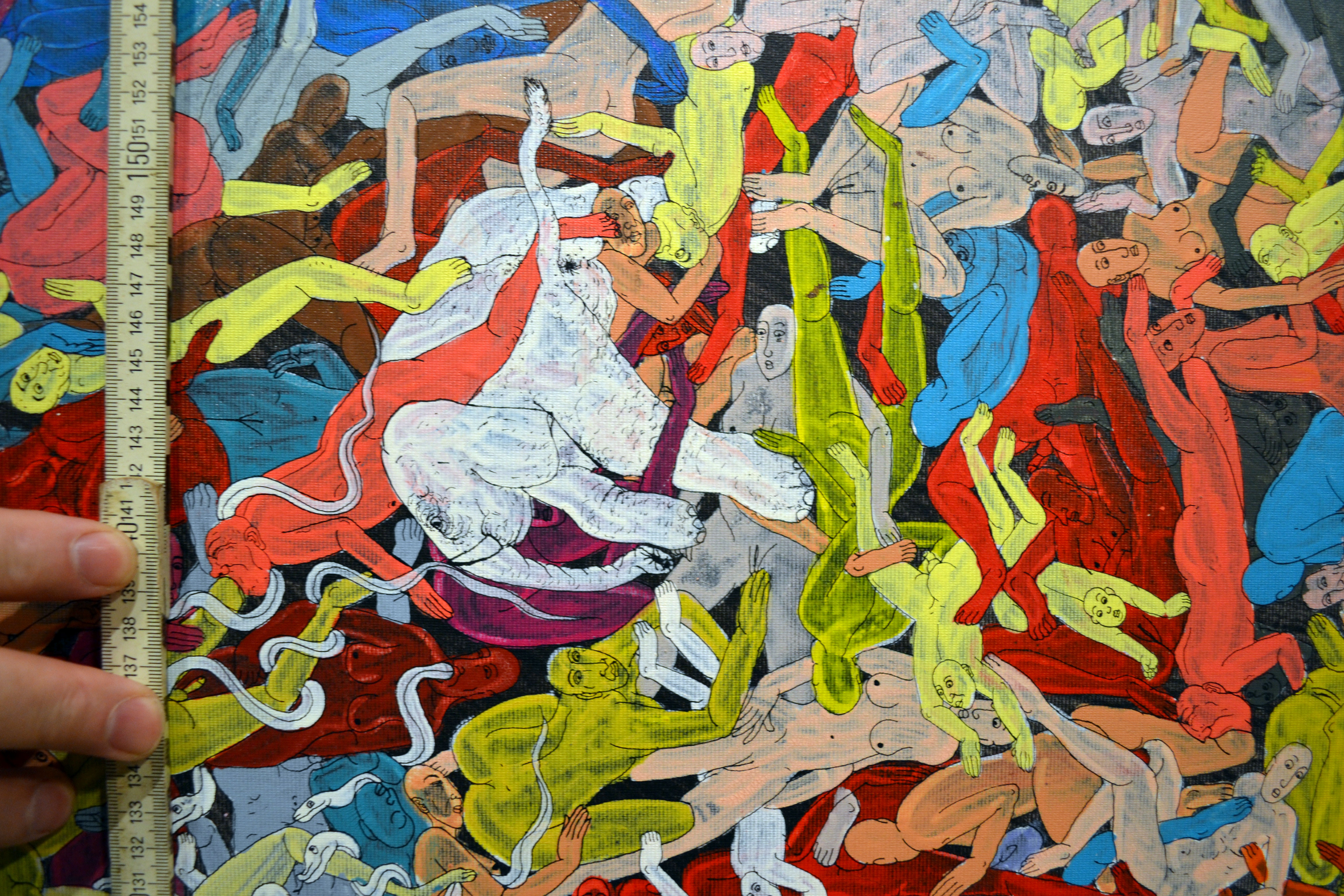
B detail
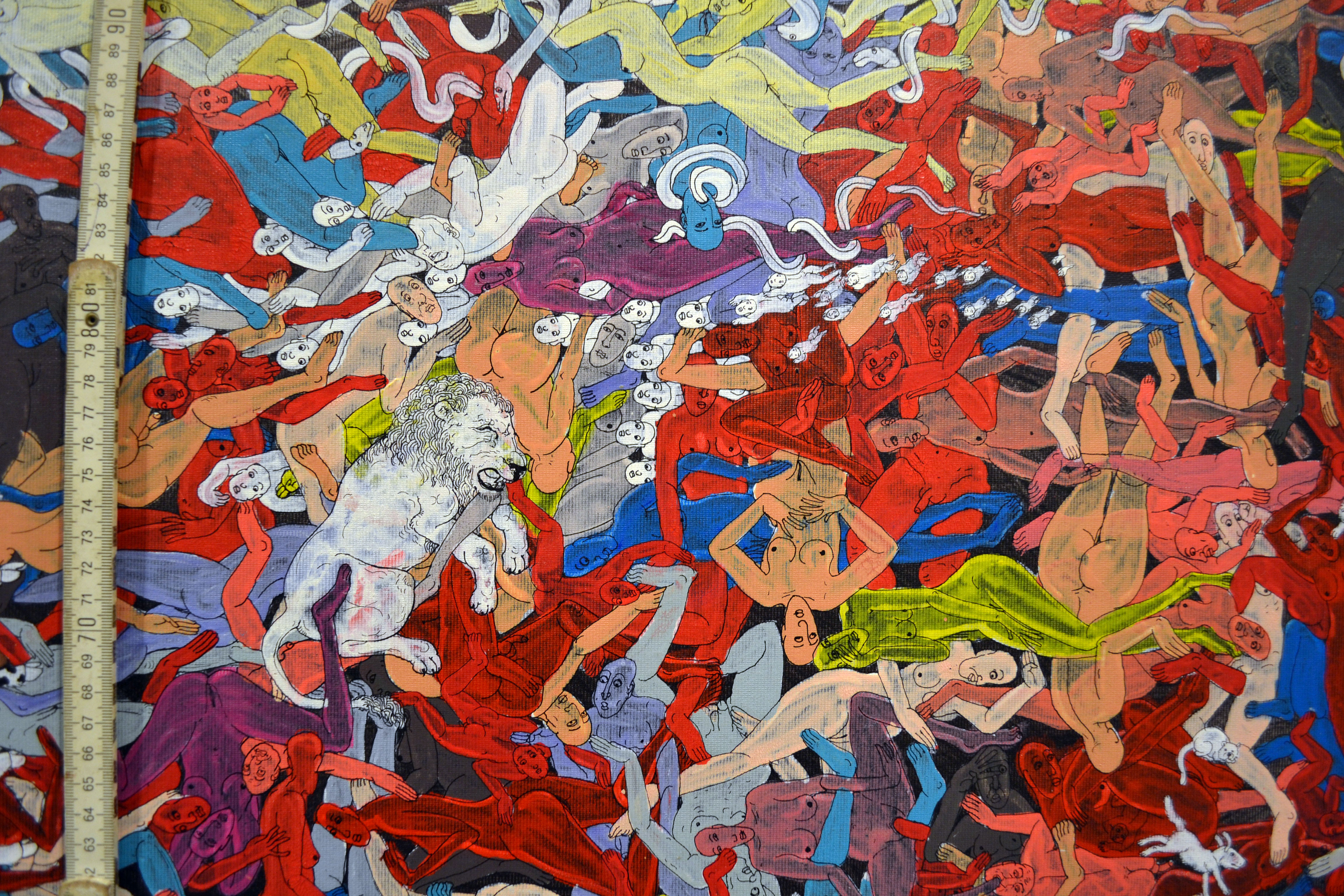
C detail
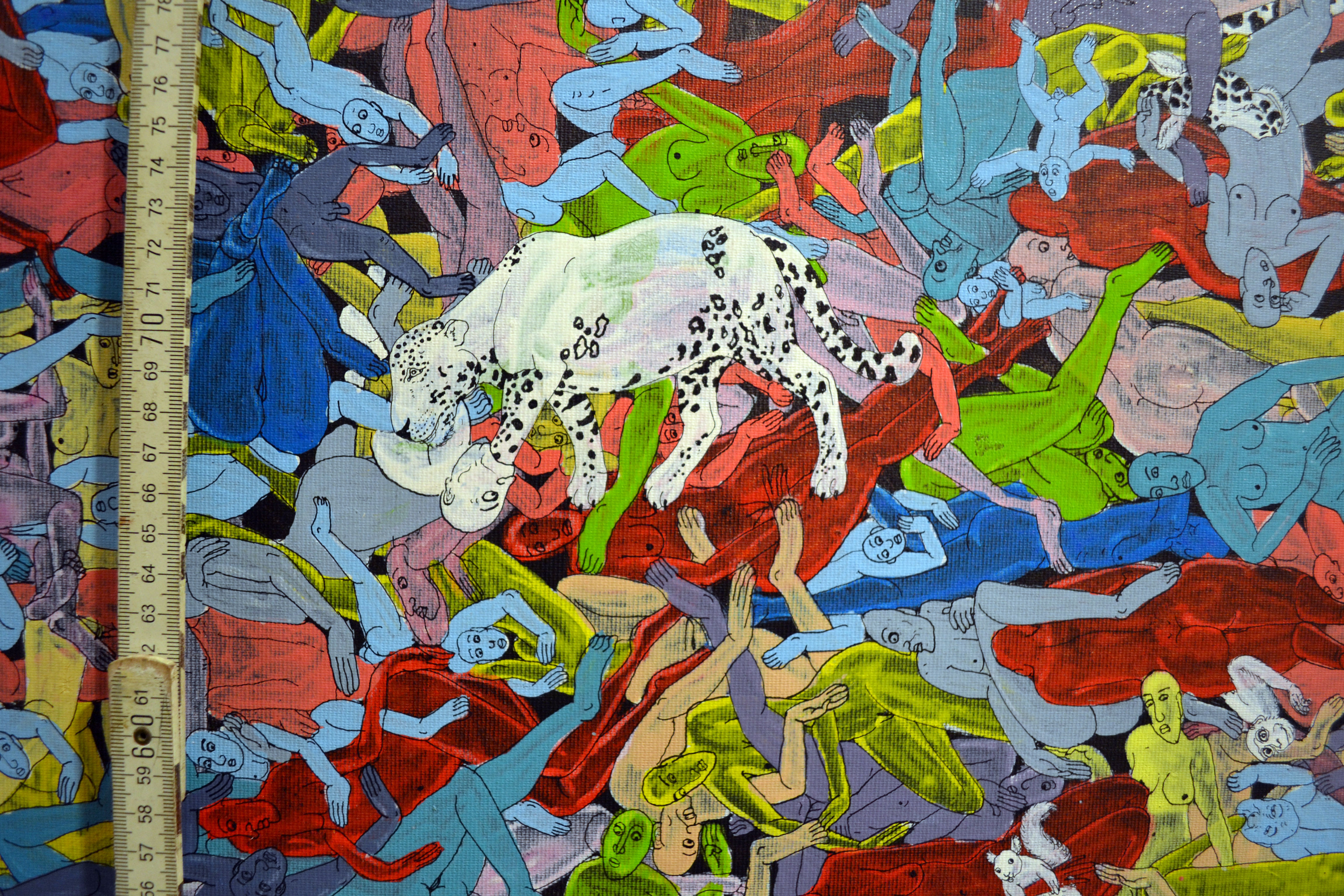
D detail
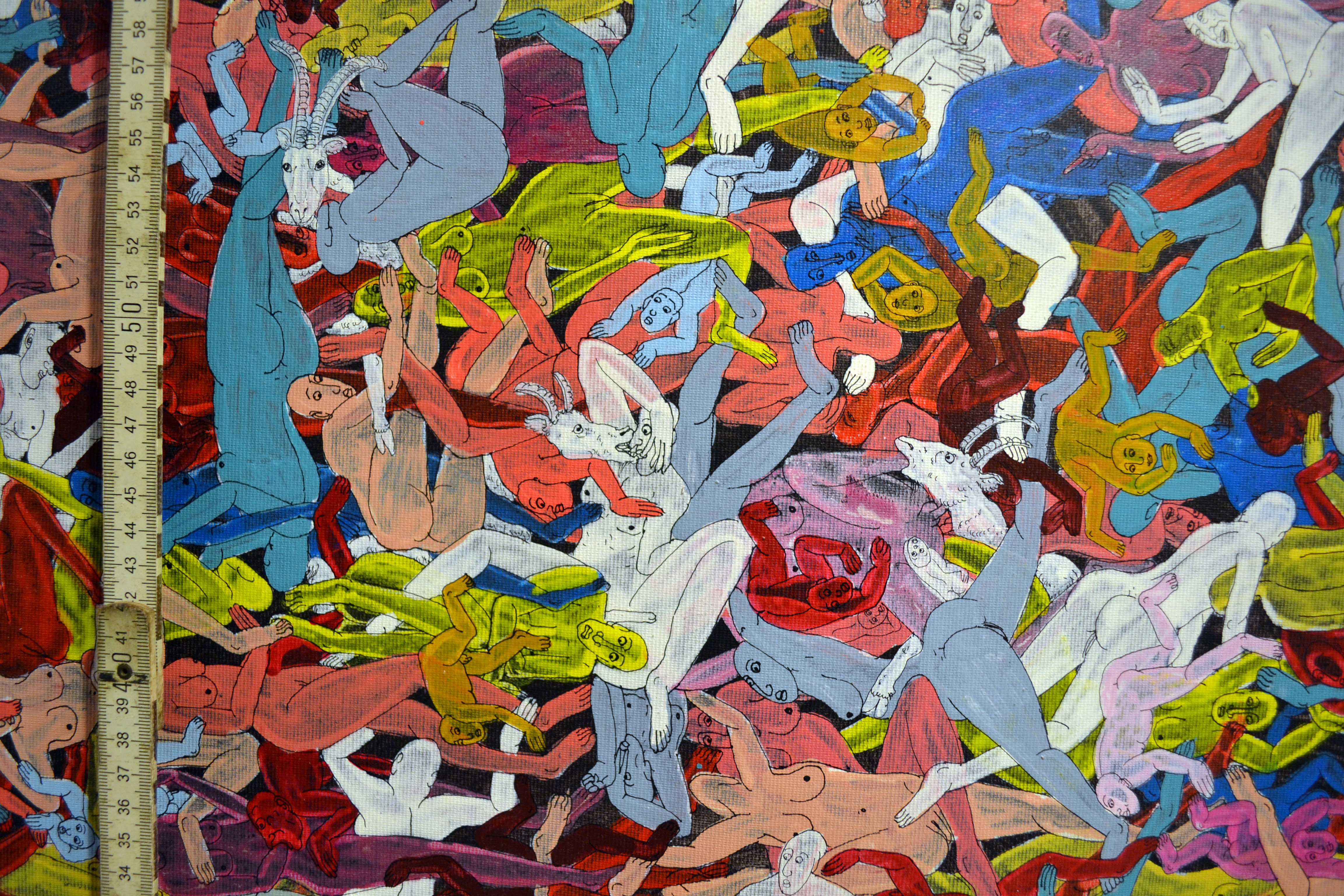
E detail

## Expoziții
2019

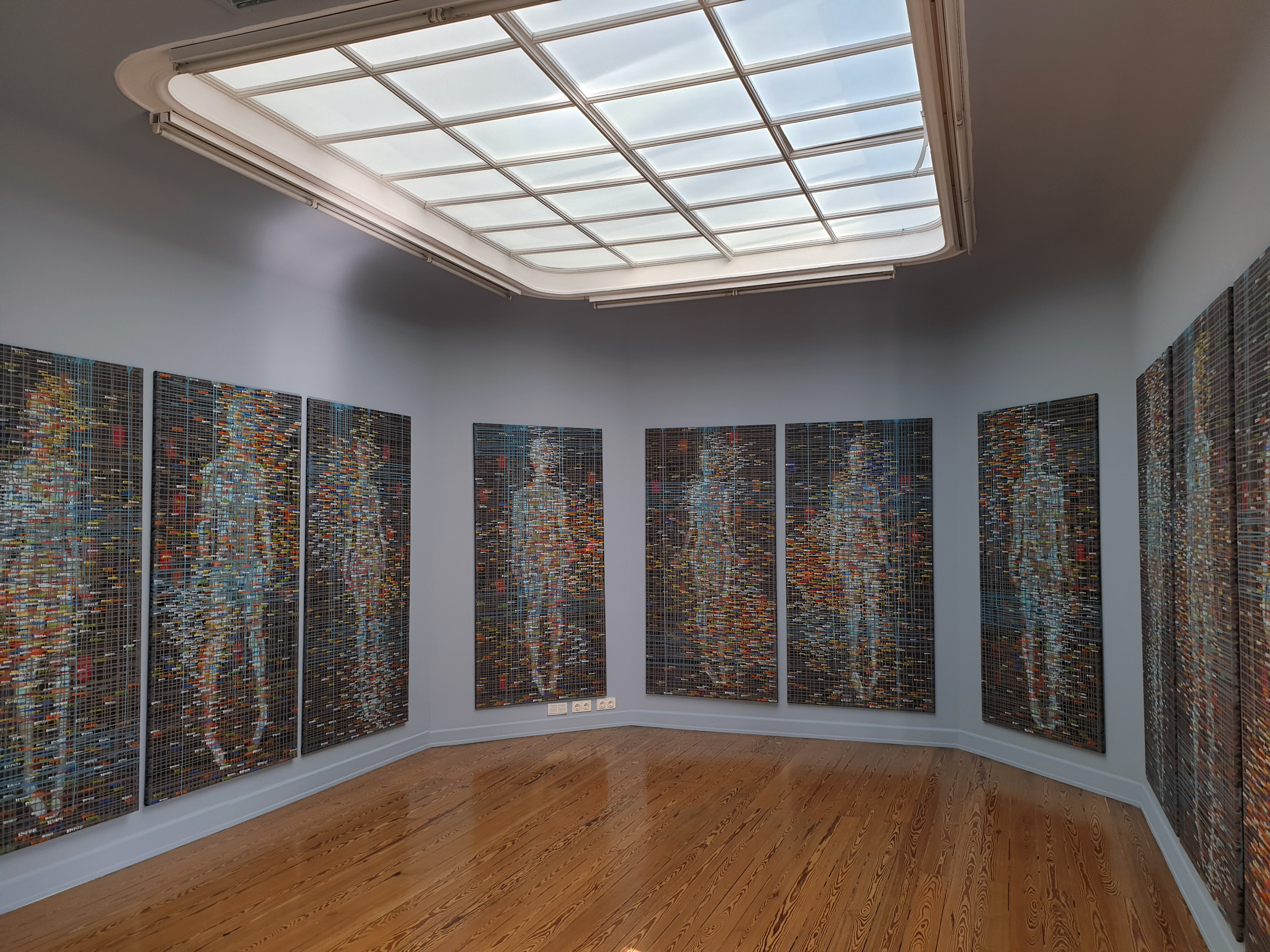
expoziție: OTGO ’unendlich’, Kunstverein Konstanz, Germania 2019

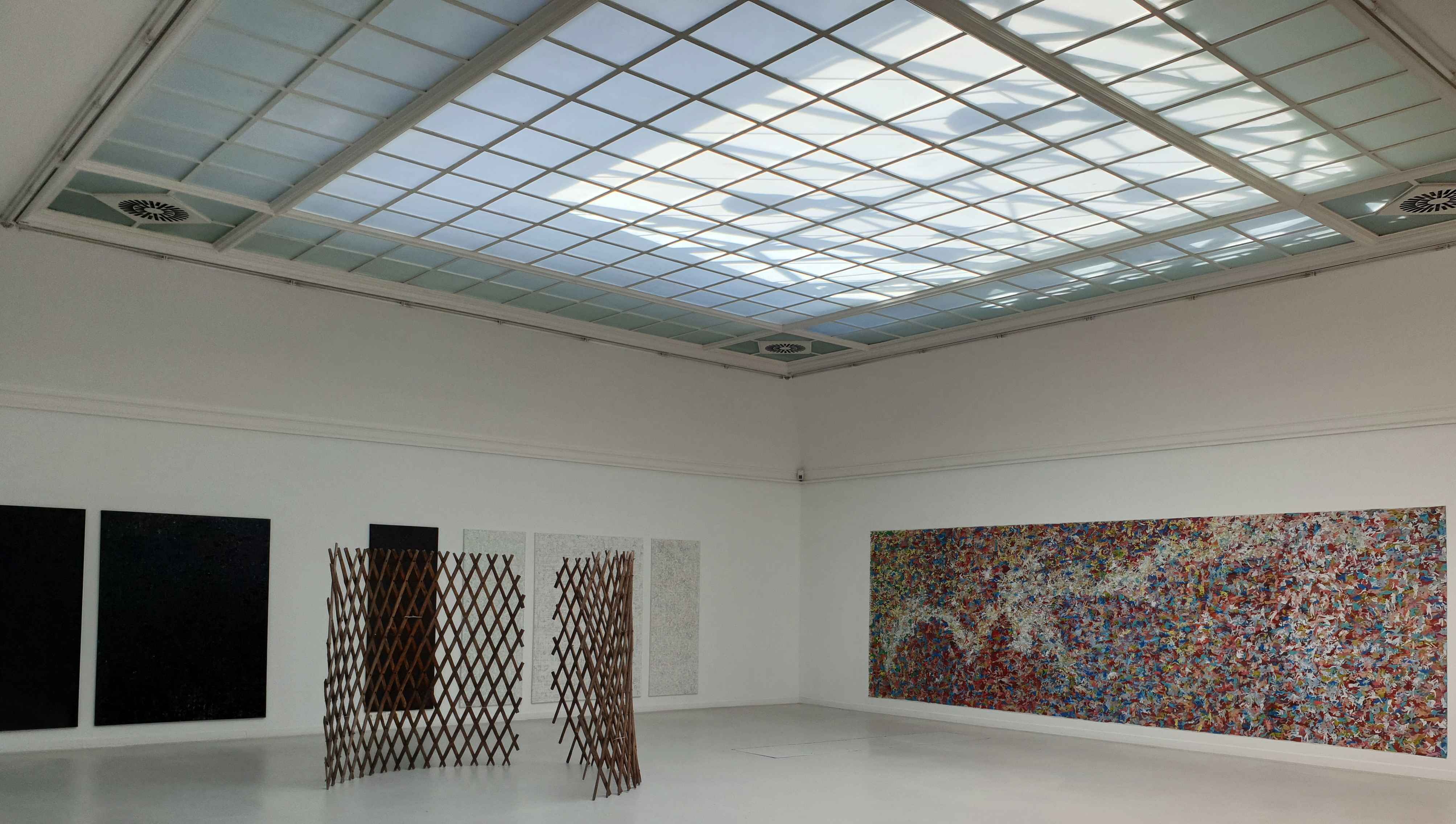
expoziție: OTGO ’unendlich’, Kunstverein Konstanz, Germania 2019

- "UNENDLICH" Kunstverein Konstanz, Konstanz, Germania

2018
- "OTGO Retrospektive" Mongolian National Art Gallery, Ulaanbaatar, Mongolia
- "ZURAG" Otgos Art Space Berlin, Germania
- "ZURAG" COVA Art Gallery. Eindhoven, Olanda
- "ZURAG" AB43 CONTEMPORARY. Zürich, Elveția

2017
- "NATURE TRANSFIGURED" Museum Baruther Glashuette, Baruth, Germania
- "OTGO" Commerzbank, Poarta Brandenburg, Berlin, Germania
- "THE UNIVERSE" Otgos Art Space Berlin, Germany

2016
- "OTGO ANTARCTIC PANORAMA PENGUINS" Muzeul Național de Artă al Moldovei, , Chișinău, Republica Moldova
- "BLUE" ART SPACE MONGOLIA, Ulaanbaatar Mongolia

2015
- Gallery Peter Zimmermann, Mannheim, Germania
- Dom Kultury w Łęczycy, Polonia
- Gallery Studio OTGO Berlin, Germania

2014
- Gallery Peter Zimmermann, Mannheim, Germania
- Museum Baruther Glashuette, Baruth/Mark Germania
- Gallery Studio OTGO Berlin, Germania

2013
- Commerzbank, Poarta Brandenburg, Berlin, Germania
- @ artlabmannheim, Mannheim, Germania

2012
- ZURAG gallery, Berlin, Germania
- Commerzbank, Poarta Brandenburg, Berlin, Germania
- TSAGAANDARIUM Art Gallery & Museum Ulaanbaatar, Mongolia
- Red Ger Gallery, Khan Bank, Ulaanbaatar, Mongolia

2011
- ZURAG gallery, Berlin, Germania
- Bonn, Germania
- Alsacia, Franța
- Leipzig, Germania

2009
- Örebro Palace, Örebro, Sweden
- Seeheim Palace, Konstanz, Germania

2007
- The Adelhauser museum, Freiburg im Breisgau, Germania
- Mongolia Center, Freiburg im Breisgau, Germania
- Deutsche Bank, Berlin, Germania
- München, Germania
- "Konstfrämjandet" gallery Örebro, Suedia

## Legaturi externe
- Site oficial: OTGO
- Mongolian Art
- Muzeului Național de Artă al Moldovei Arhivat în 15 august 2016, la Wayback Machine.
- Ministerul Culturii, Guvernul Republicii Moldova Arhivat în 4 martie 2016, la Wayback Machine.
- artindex
- Galerie Peter Zimmermann